# Grand Prix Szwajcarii 1948
Grand Prix Szwajcarii 1948 (oryg. VIII Großer Preis der Schweiz) – jeden z wyścigów Grand Prix rozegranych w 1948 roku, a drugi spośród tzw. Grandes Épreuves.

## Lista startowa
Na niebieskim tle kierowcy, którzy nie wzięli udziału w kwalifikacjach, lecz współdzielili samochód w czasie wyścigu
| Nr | Kierowca                | Zespół                | Samochód          | Silnik       |   |
| -- | ----------------------- | --------------------- | ----------------- | ------------ | - |
| 4  | Louis Chiron            | SFACS Ecurie France   | Talbot-Lago T26   | Talbot L6    | ? |
| 8  | Charles Pozzi           | Ecurie Lutetia        | Talbot-Lago T26SS | Talbot L6    | ? |
| 10 | Raymond Sommer          | Equipe Gordini        | Simca-Gordini T15 | Gordini L4   | ? |
| 18 | Louis Rosier            | prywatny              | Talbot-Lago T26C  | Talbot L6    | ? |
| 20 | George Abecassis        | prywatny              | Alta GP           | Alta L4c     | ? |
| 22 | Bob Gerard              | prywatny              | ERA B             | ERA L6c      | ? |
| 24 | Raymond Mays            | prywatny              | ERA B             | ERA L6c      | ? |
| 26 | Carlo Felice Trossi     | SA Alfa Romeo         | Alfa Romeo 158    | Alfa Romeo   | ? |
| 28 | Achille Varzi           | SA Alfa Romeo         | Alfa Romeo 158    | Alfa Romeo   | ? |
| 30 | Jean-Pierre Wimille     | SA Alfa Romeo         | Alfa Romeo 158    | Alfa Romeo   | ? |
| 32 | Alberto Ascari          | Scuderia Ambrosiana   | Maserati 4CLT/48  | Maserati L4c | ? |
| 34 | Luigi Villoresi         | Scuderia Ambrosiana   | Maserati 4CLT/48  | Maserati L4c | ? |
| 36 | Franco Comotti          | prywatny              | Talbot-Lago T26C  | Talbot L6    | ? |
| 38 | Giuseppe Farina         | prywatny              | Maserati 4CLT     | Maserati L4c | ? |
| 40 | Clemente Biondetti      | Scuderia Inter        | Ferrari 166SC     | Ferrari V12  | ? |
| 42 | Igor Trubieckoj         | Scuderia Inter        | Ferrari 166SC     | Ferrari V12  | ? |
| 44 | Clemar Bucci            | Scuderia Milano       | Maserati 4CL      | Maserati L4c | ? |
| 46 | Luigi Fagioli           | Scuderia Milano       | Maserati 4CL      | Maserati L4c | ? |
| 48 | Emmanuel de Graffenried | Scuderia Enrico Platé | Maserati 4CL      | Maserati L4c | ? |
| 50 | Christian Kautz         | Scuderia Enrico Platé | Maserati 4CL      | Maserati L4c | ? |
| 52 | Prince Bira             | Scuderia Enrico Platé | Maserati 4CL      | Maserati L4c | ? |
| 54 | Yves Giraud-Cabantous   | SFACS Ecurie France   | Talbot-Lago 150C  | Talbot L6    | ? |
| 56 | Consalvo Sanesi         | SA Alfa Romeo         | Alfa Romeo 158    | Alfa Romeo   | ? |
| Nr | Kierowca                | Zespół                | Samochód          | Silnik       |   |

### Kwalifikacje
Źródło: silhouet.com
| Poz. | Nr | Kierowca            | Konstruktor | Czas   | Poz. s. |
| ---- | -- | ------------------- | ----------- | ------ | ------- |
| 1    | 30 | Jean-Pierre Wimille | Alfa Romeo  | 2:54,2 | 1       |
| 2    | 38 | Giuseppe Farina     | Alfa Romeo  | 2:54,3 | 2       |
| 3    | 34 | Luigi Villoresi     | Maserati    | 2:56,7 | 3       |

### Wyścig
Źródło: statsf1
| P                                                     | + / –     | Nr | Kierowca                | Konstruktor   | Okr. | Czas / Strata   | Komentarz |
| ----------------------------------------------------- | --------- | -- | ----------------------- | ------------- | ---- | --------------- | --------- |
| 1                                                     | 3         | 26 | Carlo Felice Trossi     | Alfa Romeo    | 40   | 1:59:17,3       |           |
| 2                                                     | 1         | 30 | Jean-Pierre Wimille     | Alfa Romeo    | 40   | +0:00,2         |           |
| 3                                                     | Bez zmian | 34 | Luigi Villoresi         | Maserati      | 40   | +2:37,3         |           |
| 4                                                     | Bez zmian | 56 | Consalvo Sanesi         | Alfa Romeo    | 39   | +1 okr          |           |
| 5                                                     | Bez zmian | 32 | Alberto Ascari          | Maserati      | 39   | +1 okr          |           |
| 6                                                     | 2         | 4  | Louis Chiron            | Talbot-Lago   | 38   | +2 okr          |           |
| 7                                                     | 3         | 8  | Charles Pozzi           | Talbot-Lago   | 37   | +3 okr          |           |
| 8                                                     | 12        | 54 | Yves Giraud-Cabantous   | Talbot-Lago   | 36   | +4 okr          |           |
| 9                                                     | 9         | 42 | Igor Trubieckoj         | Ferrari       | 35   | +5 okr          |           |
| Niesklasyfikowani                                     |           |    |                         |               |      |                 |           |
|                                                       |           | 40 | Clemente Biondetti      | Ferrari       | 31   | Przegrzanie     |           |
|                                                       |           | 46 | Luigi Fagioli           | Maserati      | 28   | Silnik          |           |
|                                                       |           | 38 | Giuseppe Farina         | Maserati      | 28   | Silnik          |           |
|                                                       |           | 24 | Raymond Mays            | ERA           | 23   | Układ napędowy  |           |
|                                                       |           | 52 | Prince Bira             | Maserati      | 10   | Skrzynia biegów |           |
|                                                       |           | 18 | Louis Rosier            | Talbot-Lago   | 10   | Wyciek oleju    |           |
|                                                       |           | 48 | Emmanuel de Graffenried | Maserati      | 10   | Wyciek oleju    |           |
|                                                       |           | 36 | Franco Comotti          | Talbot-Lago   | 7    | Wyciek oleju    |           |
|                                                       |           | 10 | Raymond Sommer          | Simca-Gordini | 5    | Silnik          |           |
|                                                       |           | 20 | George Abecassis        | Alta          | 4    | Silnik          |           |
|                                                       |           | 50 | Christian Kautz         | Maserati      | 2    | Silnik          |           |
| Nie wystartowali / niedopuszczeni do ponownego startu |           |    |                         |               |      |                 |           |
|                                                       |           | 28 | Achille Varzi           | Alfa Romeo    |      |                 |           |
| Niezakwalifikowani                                    |           |    |                         |               |      |                 |           |
|                                                       |           | 44 | Clemar Bucci            | Maserati      |      | Silnik          |           |
|                                                       |           | 22 | Bob Gerard              | ERA           |      |                 |           |
| P                                                     | + / –     | Nr | Kierowca                | Konstruktor   | Okr. | Czas / Strata   | Komentarz |

### Najszybsze okrążenie
Źródło: silhouet.com
| Nr | Kierowca            | Konstruktor | Czas   | Okr. |
| -- | ------------------- | ----------- | ------ | ---- |
| 30 | Jean-Pierre Wimille | Alfa Romeo  | 2:51,0 |      |